# AS Roma 1939/1940
Sezon 1939/1940 klubu AS Roma.

## Sezon
Sezon 1939/1940 był dla Romy ostatnim na Campo Testaccio. Do drużyny wrócił Amedeo Amadei, który wywalczył sobie miejsce na prawym skrzydle. Przybyli też inni zawodnicy, w tym czterej oriundi Antonio Campilongo, Miguel Angel Pantó, Francesco Eugenio Provvidente i Cataldo Spitale. W trakcie sezonu Gudio Arę zastąpił Austriak Alfred Schaffer. W 1939 roku Benito Mussolini ogłosił przyłączenie się Włoch do II wojny światowej, toteż piłkarze łączyli grę z przebywaniem na froncie wojennym. W lidze Roma zajęła 7. pozycję.

## Rozgrywki
- Campionato Italiano: 7. pozycja
- Puchar Włoch: 1/8 finału

## Skład i ustawienie zespołu
| W SEZONIE 1939/1940           |                   |                |       |      |
| Imię i nazwisko               | Kraj              | Data urodzenia | Mecze | Gole |
| Trener                        |                   |                |       |      |
| Guido Ara                     | Włochy            | 28.08.1888     |       |      |
| Alfred Schaffer               | Austria/ Węgry    | 13.08.1893     |       |      |
| Bramkarze                     |                   |                |       |      |
| Ugo Ceresa                    | Włochy            | 05.12.1915     | 7     | 0    |
| Cesare Francavilla            | Włochy            | ?              | 0     | 0    |
| Guido Masetti                 | Włochy            | 22.11.1907     | 24    | 0    |
| Obrońcy                       |                   |                |       |      |
| Mario Acerbi                  | Włochy            | 01.07.1913     | 28    | 0    |
| Luigi Brunella                | Włochy            | 14.04.1914     | 5     | 0    |
| Andrea Gadaldi                | Włochy            | 25.08.1907     | 27    | 0    |
| Paolo Jacobini                | Włochy            | 26.09.1919     | 1     | 0    |
| Pomocnicy                     |                   |                |       |      |
| Giuseppe Bonomi               | Włochy            | 03.01.1913     | 28    | 0    |
| Aristide Coscia               | Włochy            | 15.05.1918     | 26    | 4    |
| Mario De Grassi               | Włochy            | 22.01.1919     | 7     | 0    |
| Aldo Donati                   | Włochy            | 29.09.1910     | 26    | 0    |
| Antonio Fusco                 | Włochy            | 06.01.1916     | 6     | 0    |
| Naim Krieziu                  | Albania           | 01.01.1918     | 5     | 0    |
| Pietro Serantoni              | Włochy            | 11.12.1906     | 10    | 0    |
| Cataldo Spitale               | Argentyna         | 05.10.1911     | 21    | 0    |
| Napastnicy                    |                   |                |       |      |
| Amedeo Amadei                 | Włochy            | 26.07.1921     | 22    | 2    |
| Luciano Alghisi               | Włochy            | 18.04.1917     | 23    | 5    |
| Antonio Campilongo            | Argentyna         | 28.10.1916     | 29    | 10   |
| Miguel Angel Pantó            | Włochy/ Argentyna | 26.11.1912     | 11    | 1    |
| Francesco Eugenio Provvidente | Argentyna         | ?              | 19    | 4    |
| Otello Subinaghi              | Włochy            | 02.04.1910     | 6     | 1    |